# Samson Samsonow
Samson Iosifowicz Samsonow, właśc. Samson Edelstein , ros. Самсо́н Ио́сифович Самсо́нов (ur. 23 lutego 1921 w Nowozybkowie, zm. 31 sierpnia 2002 w Moskwie) – radziecki reżyser filmowy i teatralny oraz scenarzysta; Ludowy Artysta ZSRR.

## Życiorys
W 1949 ukończył studia na wydziale reżyserskim Wszechzwiązkowego Państwowego Uniwersytetu Kinematografii im. S.A. Gierasimowa. Praktykę asystencką odbył na planie filmu Młoda gwardia. W latach 1939–1943 był aktorem w teatrze. Był reżyserem w Teatrze Aktora Filmowego.
Do 1955 był wyłącznie reżyserem teatralnym, po tym roku rozpoczął reżyserowanie w studiu filmowym Mosfilm. Laureat Srebrnego Lwa na 16. MFF w Wenecji za film Trzpiotka (1955).
Pochowany na Cmentarzu Trojekurowskim w Moskwie. Prywatnie jego żoną była aktorka Margarita Wołodina .

## Wybrana filmografia
- 1955: Trzpiotka (Попрыгунья)[3] (1960);
- 1956: Tajemnice domu towarowego (За витриной универмага)[3]
- 1960: Syn wieku (Ровесник века)[3] (1960);
- 1963: Tragedia optymistyczna (Оптимистическая трагедия)[3] (1963);
- 1964: Trzy siostry (Три сестры)[3] (1965);
- 1967: Arena (Арена)[3] (1967);
- 1969: Co wieczór o jedenastej
- 1979: Przekupka i poeta (1979);
- 1983: Samotnym zapewniamy hotel (Одиноким предоставляется общежитие) (1984)[1] .

## Nagrody i odznaczenia
- Zasłużony Działacz Sztuk RFSRR;
- Ludowy Artysta ZSRR (1991);
- Ludowy Artysta RFSRR